# Rabenhauptschool

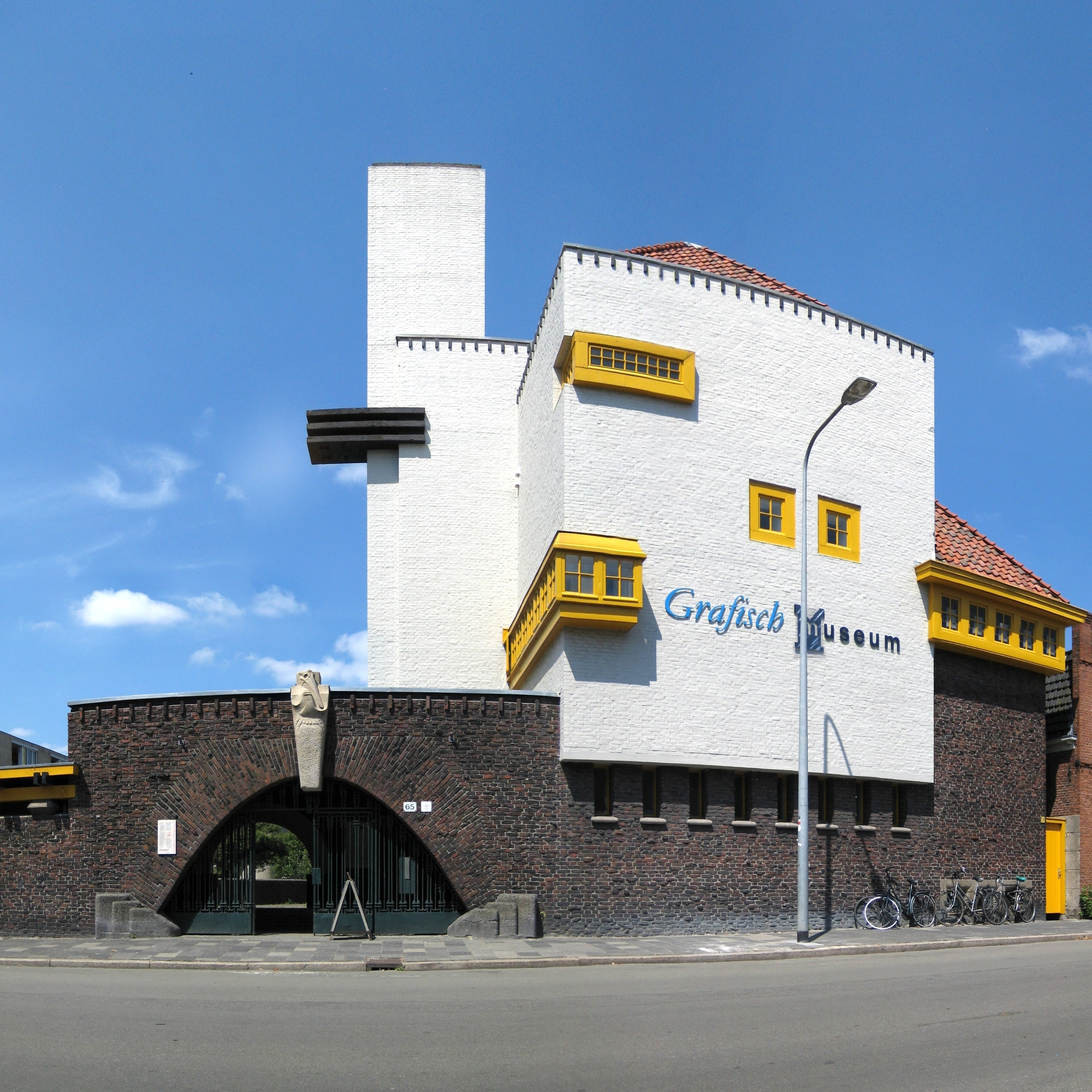
Voorzijde in 2009, toen het museum er nog gevestigd was

De Rabenhauptschool is een voormalig schoolgebouw aan de gelijknamige Rabenhauptstraat 65 in de Rivierenbuurt in de Nederlandse stad Groningen. Het gebouw werd in 1929 gebouwd. Het vormt een van de bekendste markeringspunten van de buurt en is aangewezen tot rijksmonument.

## Architectuur
Het gebouw is ontworpen door gemeentearchitect Siebe Jan Bouma. Het hoofdgebouw is opgetrokken in een expressionistische trant en wordt door een uitspringende schoorsteen wordt gescheiden van de kubistische hoekpartij aan de kant van de Rabenhauptstraat, waarin het trappenhuis zit met uitspringende raampartijen met glas in lood. In het gebouw zijn veel invloeden zichtbaar van Dudok. Ook is in mindere mate de Amsterdamse School herkenbaar, waarmee het gebouw vaak wordt geassocieerd. De grote raampartijen van de klaslokalen zijn in tegenstelling tot veel andere scholen in die tijd niet op het zuiden, maar op het westen georiënteerd. Het schoolplein wordt omringd door een stenen muur, die aan oostzijde uitloopt in een poortgebouw, die tevens de toegang vormt tot de school zelf. Net als bij de eerder gebouwde school aan de Jan Hissink Jansenstraat (Oosterpark) werd Willem Valk ingeschakeld voor de realisatie van een sluitsteen in de paraboolvormige ingang waarin een pelikaan verwijst naar zorgzaamheid en aandacht voor het kind. De poort is afsluitbaar met een fraai bewerkt smeedijzeren hek.
Intern zijn veel oorspronkelijke wand- en vloertegels en binnendeuren nog aanwezig.

## Geschiedenis
Het gebouw was bedoeld als dependance voor de kort daarvoor gebouwde Parkwegschool in de Grunobuurt. Het gebouw verving een verouderde openbare lagere school der 1ste klasse uit 1871, die hiervoor gesloopt werd. Om een (ommuurd) schoolplein te kunnen realiseren werd het nieuwe gebouw door Bouma een kwartslag gedraaid ten opzichte van de oude school en daarbij tegen de andere gebouwen van de Rabenhauptstraat geplaatst. 
Na een aantal jaren werd de school omgevormd naar een zesklassige openbare school ('school nr. IV'), die in 1947 de naam Rabenhauptschool kreeg naar de straat en haar naamgever Carl von Rabenhaupt. De school had een eigen meisjeskoor: het Rabenhauptkoor. In de jaren erna ging de buurt eromheen echter steeds verder achteruit en nam het aantal kinderen steeds verder af. Nadat in 1961 aan het zuideinde van de Merwedestraat de openbare lagere Mulock Houwerschool werd geopend zijn de leerlingen vermoedelijk daarnaartoe verhuisd, want in hetzelfde jaar werd het gebouw aan de Rabenhauptstraat in gebruik genomen als voorlopige voorziening voor de schoolgaande leerlingen uit de nieuwe wijk De Wijert. Deze school kreeg in 1962 de naam Vondelschool en had aanvankelijk zeer grote klassen van ongeveer 50 leerlingen. In 1964 werd de Vondelschool verplaatst naar de Vondellaan en werd het gebouw ingericht als dependance van de Hendrik Westermavo aan de Parkweg. Nadat deze school in 1983 fuseerde met het Zernike College en de Menno van Coehoornmavo tot de Scholengemeenschap Zuid kwam het gebouw beschikbaar voor andere doeleinden. 
In 1984 werd het gebouw verbouwd tot het Grafisch Museum. Het gebouw lag echter behoorlijk uit 'de loop' en in 2015 verhuisde dit museum daarom naar de meer centraal gelegen Sint Jansstraat. Het gebouw werd daarop verbouwd tot kantoorlocatie voor een architectenbureau.

## Kunstwerk
Aan de buitenmuur hangt sinds 1995 een kunstwerk van Carl von Rabenhaupt. Eigenlijk had de buurt hier het borstbeeld van Rabenhaupt willen hebben dat verplaatst moest worden in verband met de bouw van het Waagstraatcomplex. Toen de gemeente hier niet aan mee wilde werken, werd in samenwerking met Centrum Beeldende Kunst opdracht gegeven aan buurtbewoner Ron Caspers om de huidige plaquette te maken. De plaquette sluit de straat aan westzijde visueel af. Aan oostzijde van de Rabenhauptstraat bevindt zich een ander kunstwerk van Rabenhaupt op de muur van Huize Rabenhaupt.

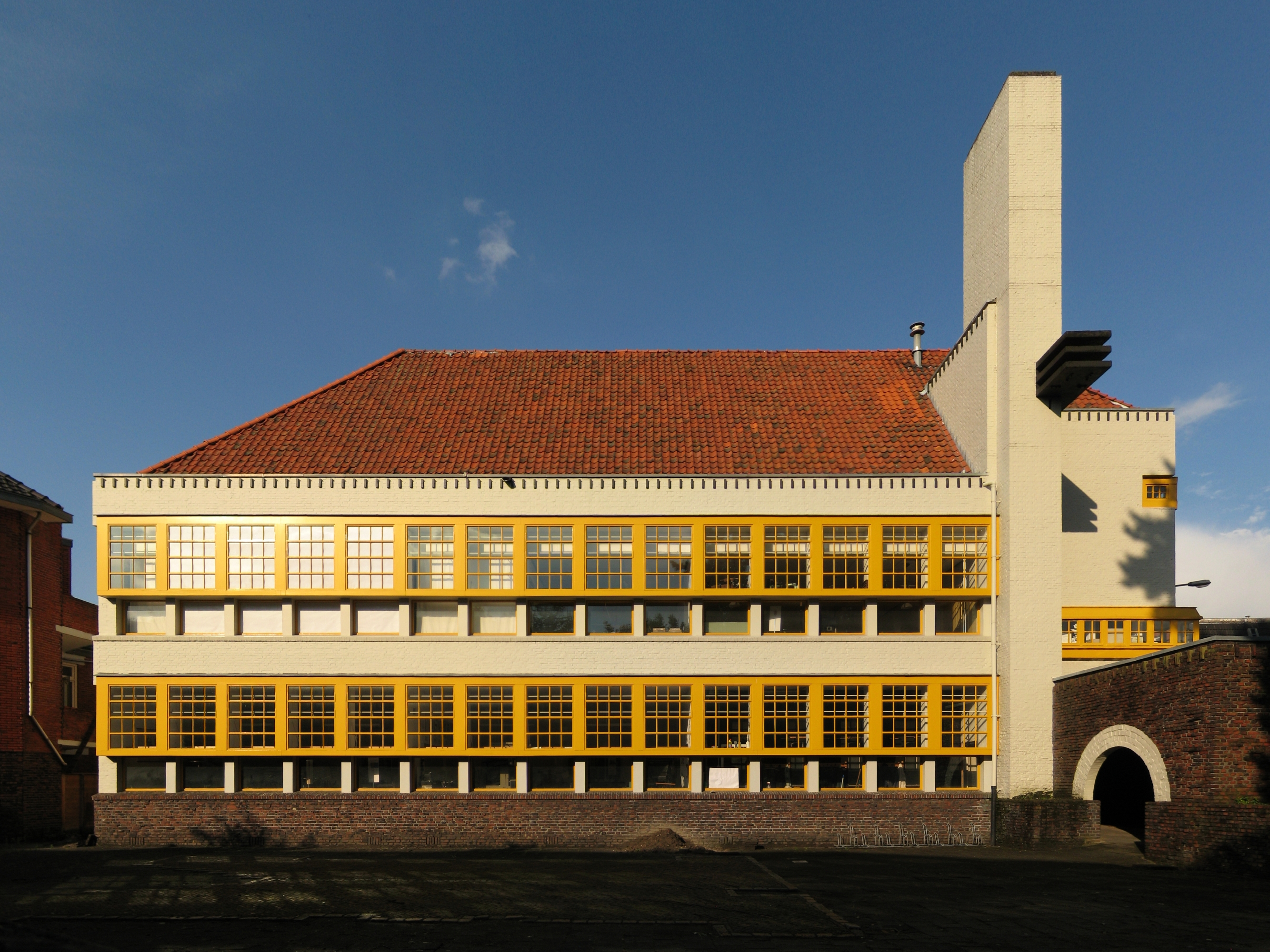
Zijaanzicht vanaf het schoolplein
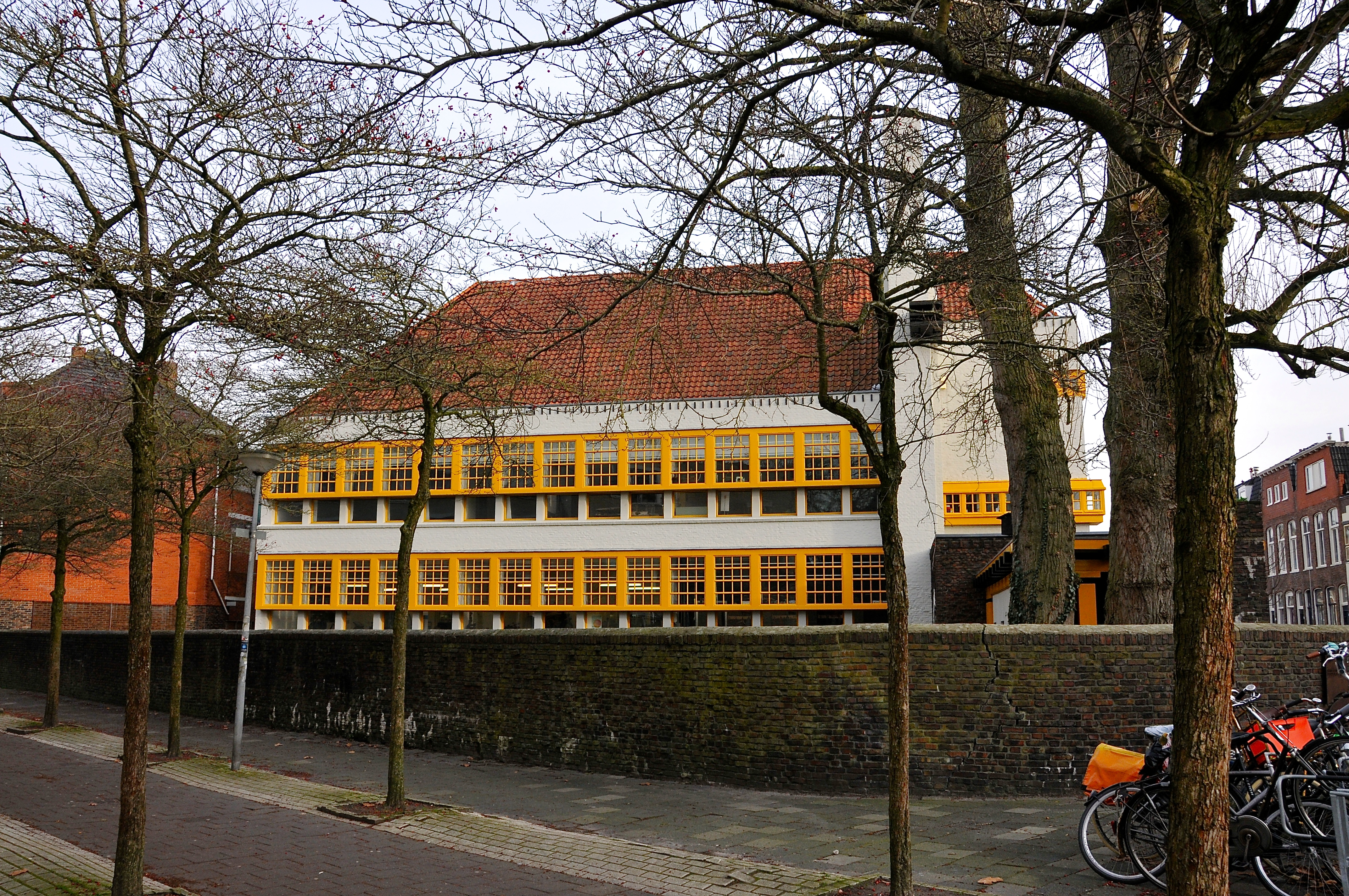
Buitenaanzicht met muur
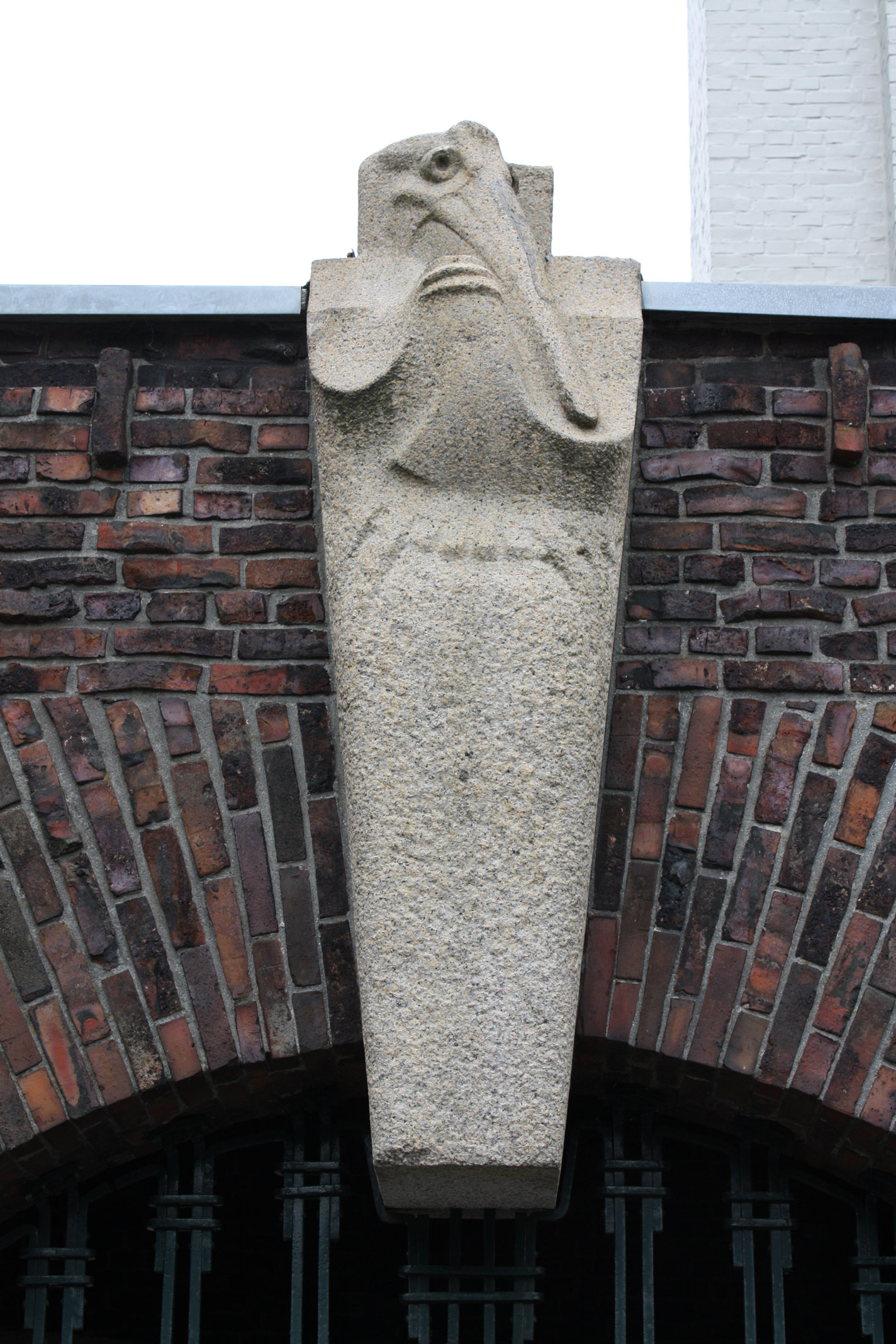
Pelikaan van Willem Valk boven de toegangspoort
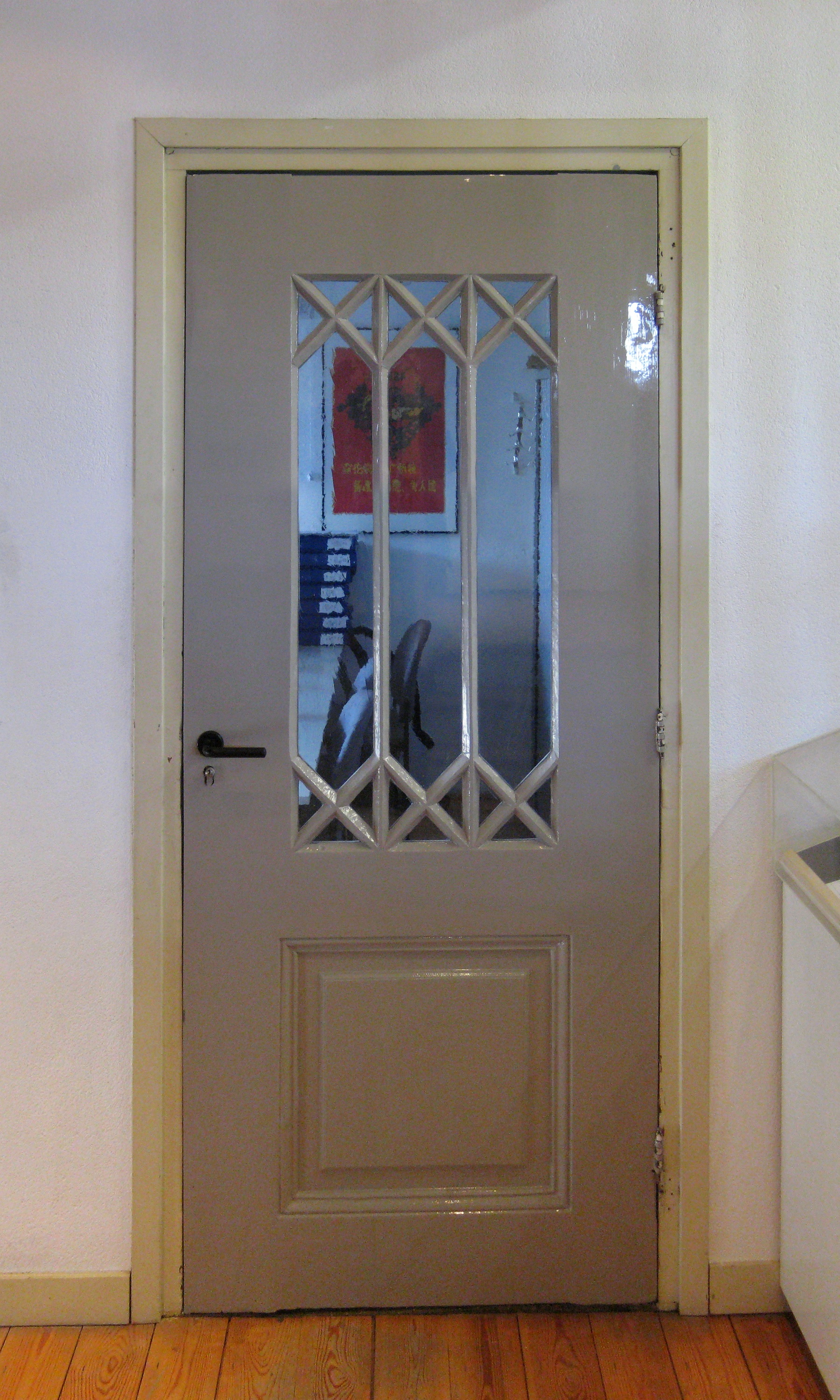
Binnendeur gezien vanuit het trappenhuis
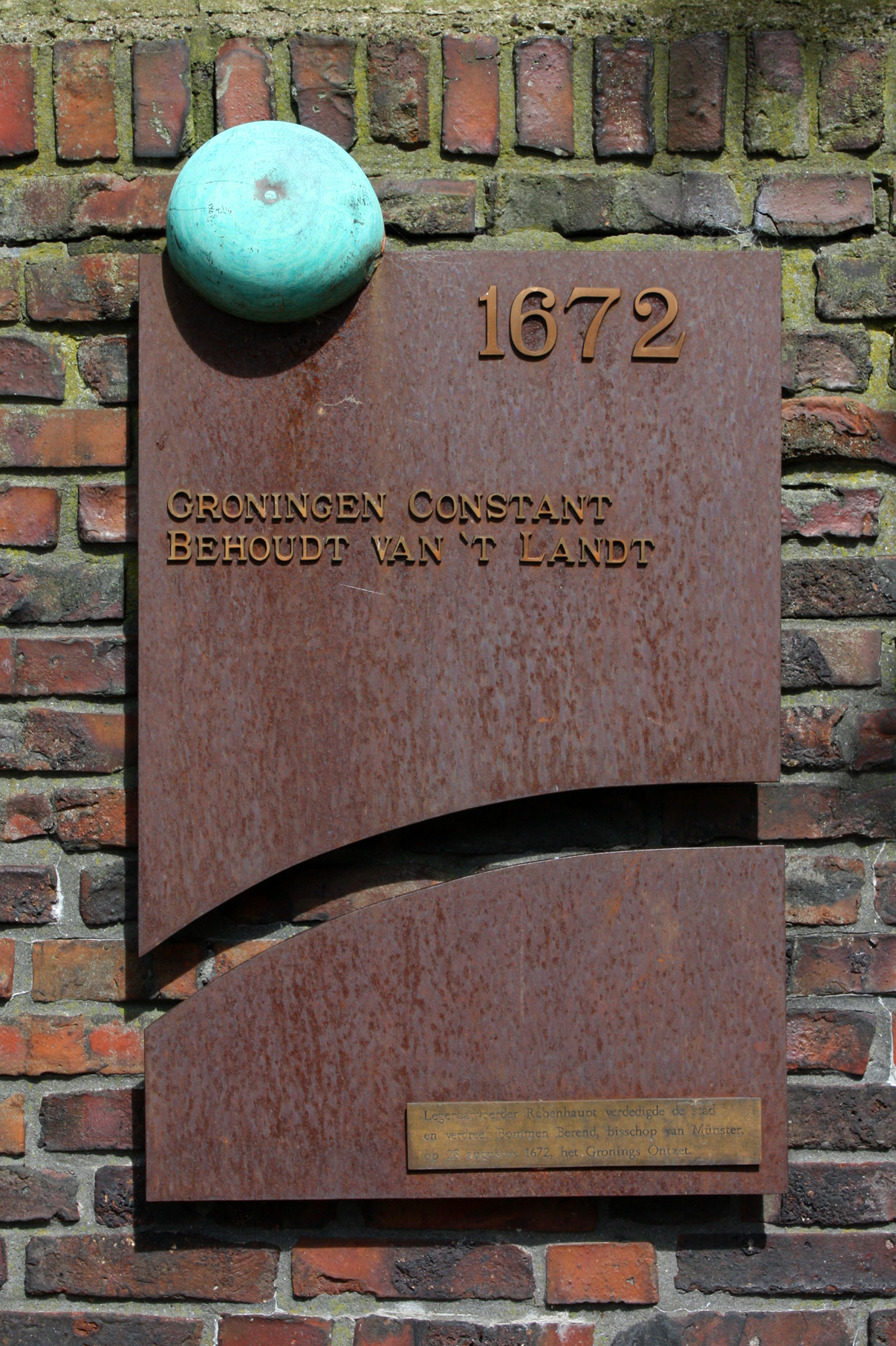
Plaquette van Rabenhaupt van Ron Caspers aan de buitenmuur